# Tommie Bowens
Tommie Lee Bowens jr. (Okolona, Misisipi, 7 de julio de 1940) es un exjugador de baloncesto estadounidense que disputó tres temporadas en la ABA y una más en la EBA. Con 2.03 metros de estatura, jugaba en la posición de ala-pívot.

## Trayectoria deportiva

### Universidad
Tras pasar por el Okolona Junior College, fue reclutado para jugar en los Tigers de la Universidad Estatal de Grambling, con los que en 1961 consiguieron el campeonato de la NAIA.

### Profesional
Tras no ser elegido en el Draft de la NBA, cumplió con el servicio militar obligatorio, y posteriormente jugó con un combinado estadounidense que recorrió Centroamérica y Sudamérica, además de hacerlo durante un tiempo con el equipo de exhibición de los Harlem Clowns.
En 1967 fichó por los Denver Rockets de la ABA, con los que jugó una temporada en la que promedió 6,1 puntos y 5,6 rebotes por partido. Al año siguiente fichó por los New York Nets, en donde jugó una temporada en la que promedió 6,0 puntos y 6,0 rebotes. Jugó una temporada más con los New Orleans Buccaneers, regresando al baloncesto profesional en 1973 para competir un año con los Hazleton Bullets de la EBA.

## Estadísticas de su carrera en la ABA

### Temporada regular
| Temporada | Edad | Equipo                 | Liga | Pos. | P   | TIT | MIN  | TC  | TCA | %TC  | 3P  | 3PA | %3P  | 2P  | 2PA | %2P  | TL  | TLA | %TL  | R.OF. | R.DEF. | REB | ASIS | ROB | TAP | PER | FP  | PTS |
| 1967-68   | 27   | Denver Rockets         | ABA  | PF   | 67  |     | 19.2 | 2.6 | 6.8 | .391 | 0.0 | 0.0 | .500 | 2.6 | 6.7 | .390 | 0.8 | 1.3 | .611 |       |        | 5.6 | 0.6  |     |     | 1.2 | 2.4 | 6.1 |
| 1968-69   | 28   | New York Nets          | ABA  | PF   | 76  |     | 20.4 | 2.4 | 6.0 | .411 | 0.0 | 0.0 | .000 | 2.4 | 5.9 | .413 | 1.1 | 1.7 | .648 | 2.1   | 3.9    | 6.0 | 0.7  |     |     | 1.5 | 3.1 | 6.0 |
| 1969-70   | 29   | New Orleans Buccaneers | ABA  | PF   | 68  |     | 11.1 | 1.6 | 3.7 | .438 | 0.0 | 0.0 |      | 1.6 | 3.7 | .438 | 0.7 | 0.9 | .758 | 1.1   | 1.5    | 2.6 | 0.6  |     |     | 0.8 | 2.2 | 3.9 |
| Total     |      |                        | ABA  |      | 211 |     | 17.0 | 2.2 | 5.5 | .409 | 0.0 | 0.0 | .200 | 2.2 | 5.5 | .410 | 0.9 | 1.3 | .661 | 1.6   | 2.8    | 4.8 | 0.6  |     |     | 1.2 | 2.6 | 5.4 |

### Playoffs
| Temporada | Edad | Equipo         | Liga | Pos. | P | TIT | MIN  | TC  | TCA | %TC  | 3P  | 3PA | %3P  | 2P  | 2PA | %2P  | TL  | TLA | %TL   | R.OF. | R.DEF. | REB | ASIS | ROB | TAP | PER | FP  | PTS |
| 1967-68   | 27   | Denver Rockets | ABA  | PF   | 5 |     | 18.8 | 2.8 | 6.2 | .452 | 0.0 | 0.2 | .000 | 2.8 | 6.0 | .467 | 0.4 | 0.4 | 1.000 |       |        | 5.0 | 1.0  |     |     | 1.2 | 3.4 | 6.0 |
| Total     |      |                | ABA  |      | 5 |     | 18.8 | 2.8 | 6.2 | .452 | 0.0 | 0.2 | .000 | 2.8 | 6.0 | .467 | 0.4 | 0.4 | 1.000 |       |        | 5.0 | 1.0  |     |     | 1.2 | 3.4 | 6.0 |